# Никольский монастырь (Гороховец)
Свя́то-Тро́ице Нико́льский монасты́рь — православный мужской монастырь Муромской епархии Русской православной церкви, расположенный в городе Гороховце на вершине Пужаловой горы.

## История
Монастырь был основан во второй четверти XVII века. В грамоте царя Алексея Михайловича 1660 года говорится, что впервые деревянная Никольская церковь была названа в несохранившейся и недатированной грамоте царя Иоанна IV Васильевича. Согласно писцовой книге 1628 года, храм в 1618/19 году сожгли «черкасы» — украинские казаки и русские «воры». Монастырь оставался деревянным до последней четверти XVII века, после чего в нём началось интенсивное каменное строительство.

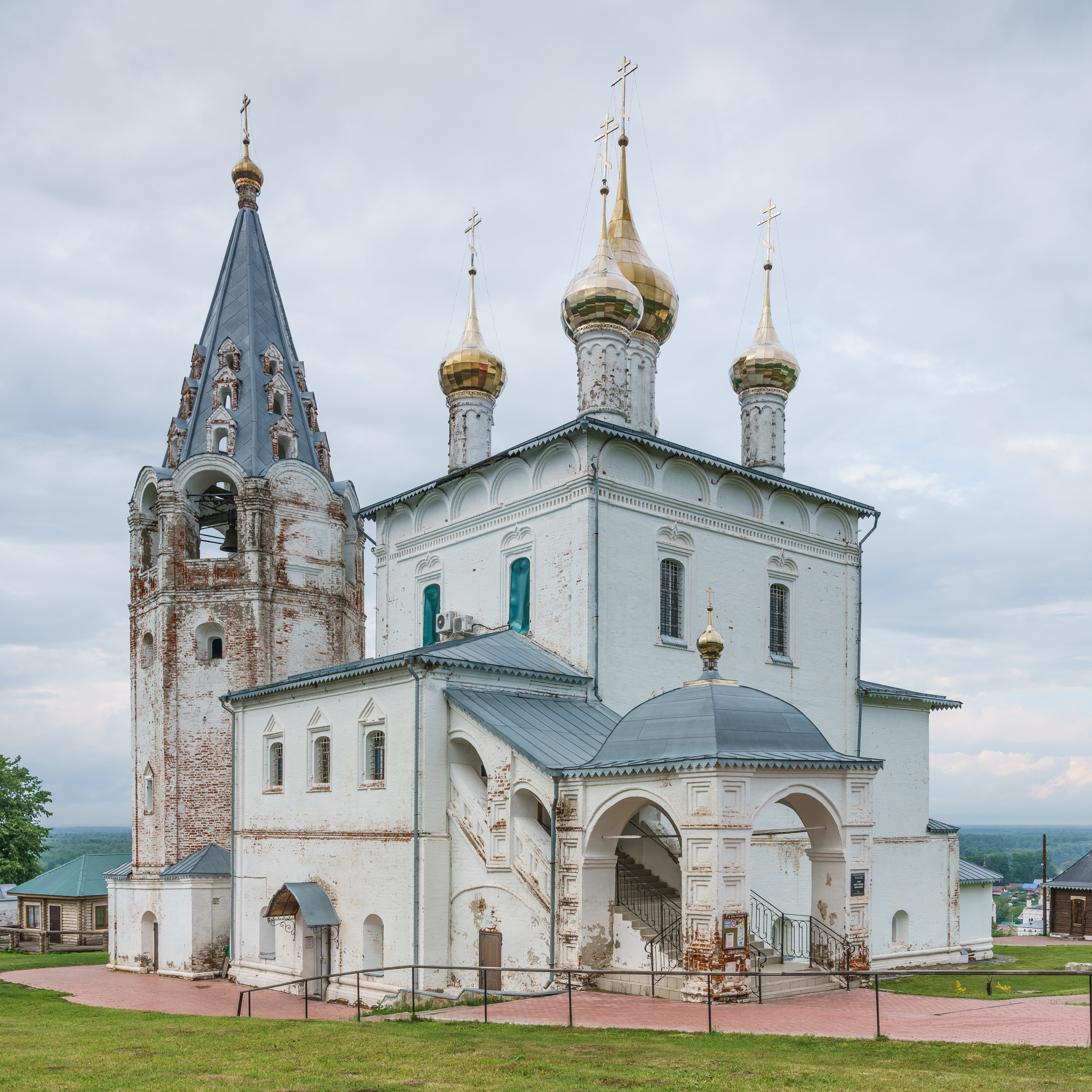
Троицкий собор с колокольней

Главным строением монастыря является Троицкий собор, заложенный в 1681 году. Строительство продолжалось до 1689 года. Все остальные строения на территории монастыря прилегают к каменной ограде.
В северной части монастыря в 1710 году была построена двухэтажная церковь Иоанна Лествичника. Строительство закончилось в 1716 году.
В XVIII веке монастырь был обнесён каменным забором с башнями по углам. Главные ворота находились в восточной стене. Над воротами построена церковь в честь Покрова Богородицы. Это классическая для XVII века надвратная церковь с небольшим куполом и скромным убранством фасадов.
Рядом находился корпус с кельями монахов.
В монастыре был похоронен П. П. Кожин (над его могилой за алтарём Троицкого собора возведена часовня). Также в монастырском некрополе погребён генерал-лейтенант А. И. Самарин и другие.
Свято-Троице Никольский монастырь был закрыт в 1920 году.
В 1993 году в Никольском монастыре возобновилась монашеская жизнь.